# Im (koreai név)
Az Im (egyéb latin betűs átírásokban Yim, Lim), Észak-Koreában Rim, a tizedik leggyakoribb koreai vezetéknév, 2000-ben mintegy 762 767 dél-koreai viselte, 2015-ben pedig 1 015 182. A név kínai eredetű, a Lin (林), valamint a Zsen (Ren) (任) vezetéknevekből származik.

## Klánok
A leggyakoribb handzsa (hanja) írásjegyű Im vezetéknév Dél-Koreában a 林, 117 klán tagjai viselik, 2000-ben összesen 762 767 fő, 2015-ben pedig 823 921 fő. A legnagyobb klán a nadzsu (naju)i, 2015-ben 277 699 fővel, a második legnagyobb pedig a phjongthek (pyeongtaek)i, 225 872 fővel. Az Im klánok története hosszú időre nyúlik vissza, már a Korjo (Goryeo)-korban számos híres ember került ki közülük.
A 任 írásjegyű Im vezetéknévhez 29 klán tartozik, 2015-ben 191 261 fő viselte ezt a vezetéknevet. A legnagyobb klán a puncshon (pungcheon)i, 143 881 fővel. Az ősük az 1200-as években vándorolt Kínából Korjóba (Goryeóba).

## Híres Imek
- Dami Im, énekesnő
- Im Dzsebom (Im Jae-beom), énekes
- Im Juna (Im Yu-na) (Yoona), énekesnő
- Im Sivan (Im Si-wan), énekes, színész
- Im Szudzsong (Im Su-jeong), színésznő
- Im Szonghü (Im Seong-hwi), észak-koreai válogatott labdarúgó
- Im Thegjong (Im Tae-gyeong), musicalszínész, tenor